# Aleksej Guščin (calciatore)
Aleksej Anatol'evič Guščin (in russo Алексей Анатольевич Гущин?; Mosca, 21 ottobre 1971) è un ex calciatore russo, di ruolo difensore.